# Jean-Jacques Jovin-Molle
Jean-Jacques Jovin-Molle est un homme politique français né le 3 janvier 1739 à Saint-Étienne (Loire) et décédé le 5 janvier 1823 au même lieu.
Administrateur du département, il est député de Rhône-et-Loire de 1791 à 1792.

## Sources
- « Jean-Jacques Jovin-Molle », dans Adolphe Robert et Gaston Cougny, Dictionnaire des parlementaires français, Edgar Bourloton, 1889-1891 [détail de l’édition]